# Dexia uelensis
Dexia uelensis là một loài ruồi trong họ Tachinidae.